# Джанлуїджі Ронді
Джанлуїджі Ронді (італ. Gian Luigi Rondi; 10 грудня 1921, Тірано — 22 вересня 2016, Рим) — італійський кінокритик та сценарист.

## Біографія
Народився 10 грудня 1921 року у Тірано, Італія. У віці чотирьох років перебрався з батьком до Генуї. Відвідував класичні ліцеї «Андреа Дорія» (Liceo classico «Andrea Doria») та «Христофора Колумба» (Liceo classico «Cristoforo Colombo») допоки у 1935 році його батька посилають на нову роботу до Риму, де він завершує свої студії в ліцеї «Джуліо Чезаре» (Liceo classico «Giuseppe Cesare»).
Стає студентом юридичного факультету і в той же час звільняється від військового обов'язку через проблеми із серцем. Коли він завершує свої студії у 1945 році, активно співпрацює з Воче Операя (італ. La voce operaia) — органом руху комуністів-християн в Італії.
З 1945 року керує часописом Teatro і співпрацює з Сільвіо д'Аміко (Silvio D'Amico), редагуючи разом з ним театральні та кінематографічні біографії для Енциклопедії спектаклів (Enciclopedia dello Spettacolo).
З 1946 року розпочинає свою журналістську кар'єру зі співпраці з часописом Il Tempo де з наступного року стає кінематографічним критиком.
У 1949 році вперше стає членом журі Венеціанського кінофестивалю.
З 1950 до 1995 року співпрацює з Giornale Radio.
У 50-х роках співпрацює як сценарист з режисерами: Ґеорґ Вільгельм Пабст, Джозеф Манкевич, Рене Клер, Жан Делануа, Ладіслао Вайда.
У 1951 році у Франції стає кавалером ордену Почесного легіону. Паралельно він провадить свою кінокритичну та педагогічну діяльність (В університеті Перуджі та в Міланському католицькому університеті читає курс історії кіно та курс історії та естетики кіно Григоріанському університеті у Римі).
У 60-х роках починає співпрацювати з телебаченням. Готує різноманітні передачі присвячені найвідомішим режисерам сучасності. Водночас був членом найвідомішим кінофестивалів: Берлінський кінофестиваль (1961), Каннський кінофестиваль (1963), Кінофестиваль у Ріо де Жанейро (1965), кінофестиваль у Сан-Себаст'яні (1968).
З 1971 року стає членом журі Венеційського бієнале як комісар.
У 1983 повертається до Венеції в на чотири роки як директор Венеційського бієнале.
Після того як він став Президентом кінофестивалю у Локарно, Ронді стає президентом ради міністрів італійської республіки та членом директивної ради Венеціанського бієнале.
У 1993 та 1997 є президентом Венеційського бієнале.
У червні 2008 року стає президентом фундації римського кіно, що контролює Римський міжнародний кінофестиваль.

## Публікації
- Quaderni della Mostra di Venezia". 1951.
- «Cinema Italiano Oggi», ed. Bestelli. 1952 e 1966.
- «La Regia». ed ERI, 1955.
- «Renoir». ed. RAI, 1970.
- «Sette domande a quarantanove registi». ed. SEI, 1975.
- «Il cinema dei maestri». ed. Rusconi, 1980.
- «Un lungo viaggio». ed. Le Monnier, 1998.
- «Prima delle Prime». ed. Bulzoni, 1998.
- «Kurosawa, Bergman e gli altri, parte I — parte II». ed. Le Monnier, 2000.
- «Un lungo viaggio 2». ed. Le Monnier, 2001.
- «Rondi visto da vicino» conversazioni con Simone Casavecchia.Quaranta tavole fotografiche. Edizioni Sabinae, 2008.